# Уильямс, Гэри
Гэри Уильямс (англ. Gary Williams; род. 17 июня 1960, Вулвергемптон, Стаффордшир) — английский футболист, защитник.

## Карьера
Во взрослом футболе дебютировал в 1978 году в клубе «Астон Вилла», за молодёжную команду которого выступал с 1975 года. В 1979 году он был отдан в аренду в «Уолсолл», но уже скоро вернулся в команду.
В сезоне 1980/81 вместе с клубом стал чемпионом Первого дивизиона Футбольной лиги. В следующем сезоне команда попала в финал Суперкубка Англии, где сыграла против клуба «Тоттенхэм Хотспур». Матч завершился ничьей со счётом 2:2. Уильямс играл в составе команды на Кубке европейских чемпионов 1981/82, а также на Суперкубке УЕФА 1982.
В 1987 году перешёл в «Лидс Юнайтед», где за три сезона принял участие в 39 матчах. В 1990 году на один сезон стал игроком «Уотфорда».
Завершил карьеру футболиста в 1994 году в клубе «Брэдфорд Сити», за который выступал с 1991 года.

## Достижения
«Астон Вилла»
- Чемпион Первого дивизиона Футбольной лиги: 1980/81
- Обладатель Суперкубка Англии: 1981[2]
- Победитель Лиги чемпионов УЕФА: 1981/82
- Обладатель Суперкубка УЕФА: 1982